# Phare de Lynmouth Foreland
Le phare de Lynmouth Foreland (ou Countisbury Foreland) est un phare situé sur Foreland Point (en), près de Lynmouthsur le canal de Bristol dans le comté de Devon en Angleterre.
Ce phare est géré par la Trinity House Lighthouse Service de Londres, l'organisation de l'aide maritime des côtes de l'Angleterre.
Il est maintenant protégé en tant que monument classé du Royaume-Uni de Grade II.

## Histoire
Cette station de signalisation maritime a été achevée en 1900 pour aider à la traversée du canal de Bristol. C'est une tour ronde en brique, avec galerie et lanterne, de 15 m de haut et peinte en blanc. La hauteur focale est à 67 mètres au-dessus du niveau de la marée haute et clignote 4 fois toutes les 15 secondes. L'électrification du phare a eu lieu en 1975 et il a été automatisé en novembre 1994.
La maison du gardien de phare est maintenant une maison de vacances gérée par la National Trust. La zone de Foreland Point est une
réserve naturelle marine (Marine Conservation Zone (en)). On peut y observer des marsouins et les oiseaux de mer de ses fenêtres, ainsi que les cerfs qui viennent de la combe jusqu'au phare.
Identifiant : ARLHS : ENG-044 - Amirauté : A5590 - NGA : 6208 .

### Lien connexe
- Liste des phares en Angleterre